# Viaduc de Villards-d'Héria
Le viaduc de Villards-d'Héria est un pont routier français droit de 504 mètres de longueur emprunté par la route départementale 470, situé sur la commune de Villards-d'Héria dans le département du Jura, en Bourgogne-Franche-Comté.

## Histoire
En 1974, le conseil général du Jura décide la construction du viaduc pour la route départementale 470 qui est l'ancienne route nationale 470 reliant Lons-le-Saunier à Saint-Claude par Orgelet. Les travaux sont engagés en septembre 1975 et le viaduc est ouvert à la circulation en juin 1978. 
La chaussée et les trottoirs ont été rénovés en 2012 entraînant une fermeture de deux mois.

## Implantation géographique
Au sud du village de Villards-d'Héria, près du hameau du Petit Villard, le viaduc surplombe le ruisseau de l'Héria, affluent de la Bienne. La hauteur maximale au-dessus de la rivière est de 78 m.

## Caractéristiques
Il s'agit d'un viaduc droit en poutre-caisson de 504 m de longueur et de 8,80 m de largeur en béton précontraint avec 6 travées.
La quantité de béton mise en œuvre est de 5 500 t.

## Valorisation sportive
Le viaduc sert de support à une activité sportive de loisirs grâce à 17 tyroliennes installées entre les piles pour des parcours de difficultés variables. Assez rare, cette démarche de valorisation sportive existe aussi pour l'escalade sur le viaduc de Glénic dans la Creuse. Les piles du viaduc de la Souleuvre dans le Calvados, dont le tablier a été démonté, reçoivent également des activités sportives. 